# Scirpus spegazzinianus
Scirpus spegazzinianus är en halvgräsart som beskrevs av Manuel Barros. Scirpus spegazzinianus ingår i släktet skogssävssläktet, och familjen halvgräs. Inga underarter finns listade i Catalogue of Life.